# 金賽角
69°19′S 158°48′E / 69.317°S 158.800°E
金賽角（英語：Cape Kinsey）是南極洲的海岬，位於奧次地，處於戴維斯灣入口處的東部，該海灣在1911年2月被英國的探險隊發現，現時由南極條約體系管理。